# Simyra
Simyra est une ville phénicienne de l'actuelle Syrie, et un centre commercial majeur. La ville a également été mentionnée comme Sumur, Simyra, Ṣimirra, Ṣumra, Sumura, Ṣimura, Zemar, et Zimyra.
Elle apparaît dans les lettres d'Amarna (milieu du XIVe siècle av. J.-C.), dirigée par Ahribta. Elle était sous la tutelle de Rib-Addi, roi de Byblos, mais a été conquise par Abdi-Ashirta, roi d'Amurru. Elle est devenue la capitale d'Amurru.
Il est probable que ce soit la même ville connue plus tard sous le nom de "Simirra". Simirra est listée comme faisant partie de l'empire assyrien par Tiglath-Pileser III en 738 avant notre ère, mais s'est rebellée contre l'Assyrie en 721 au début du règne de Sargon II.
Maurice Dunand et N. Salisby l'ont identifiée au site archéologique de Tell Kazel en 1957.